# Poppostenen
Poppostenen er en udvidet stendysse beliggende på en mark ved Hærvejen vest for Elmskoven i Sydslesvig. Sagnet fortæller, at biskop Poppo af Slesvig døbte Harald Blåtand i den nærliggende Helligbæk omkring år 960. Poppostenen kaldes derfor også Dåbsstenen. Handlingen symboliserer, at danskerne hermed blev kristne.
Poppostenen er bygget cirka 3.500 år før Kristus. Dyssen var før skjult under en gravhøj. Nu ligger stenene fri på dyrket mark. Det nord-syd orienterede og rektangulært udformede gravkammer er cirka 2,4 meter langt og 1 meter bredt. Kamret består af 6 sidesten. To af dem står på hver langside. En stor dæksten findes i nord og en mindre tærskelsten i syd. Oven på tærskelstenen har der sandsynligvis stået en dør af træ. På dækstenens overkant ses 17 skålformede fordybninger. De er indhugget i forbindelse med kultiske ceremonier i bronzealderen. 
Stedet har været anvendt til begravelser i både sten- og bronzealderen, men der kendes ikke til fund fra stedet. Senere blev stedet anvendt som Istedsyssels tingsted.
Poppostenen blev i 1858 købt af den daværende danske konge Frederik 7. og fredet. Fredningsstenene bærer endnu hans monogram. I kontrakten blev bestemt, at alle og enhver skulle have adgang til mindesmærket. 

## Eksterne links
- Graenseforeningen: Dåbsstenen / Poppostenen

54°36′33.7″N 9°28′41″Ø / 54.609361°N 9.47806°Ø